# 圣尼各老堂 (罗马)

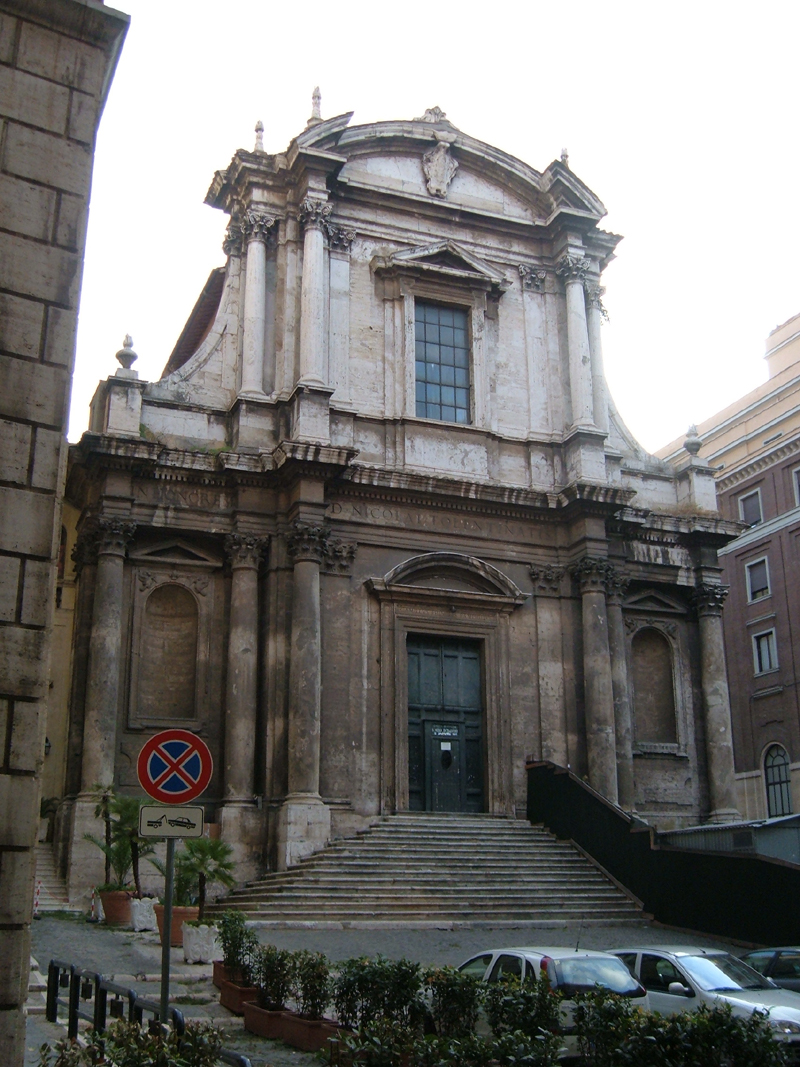
圣尼各老堂的外观

萨卢斯特花园托伦蒂诺的圣尼各老堂（義大利語：San Nicola da Tolentino agli Orti Sallustiani）是罗马的一座教堂，位于圣尼各老台阶（Salita di San Nicola da Tolentino）17号，拥有美丽的巴洛克立面。它是亚美尼亚在罗马的两座国家教堂之一。该教堂为跣足奧斯定会兴建于1599年，敬礼13世纪的奧思定会修士圣尼各老。

## 历史
内部重建于1614–1620年，得到潘菲利家族的资助。1654年开始，巴拉达（Giovanni Maria Baratta）重建此堂。1833年，良十三世将此堂给予宗座亚美尼亚公学（Pontifical Armenian College）。这座亚美尼亚天主教堂与罗马天主教会完全共融。